# Mirandilla
Mirandilla es un municipio español, perteneciente a la provincia de Badajoz (comunidad autónoma de Extremadura).

## Situación
Está situado al norte de Trujillanos y San Pedro de Mérida. Pertenece a la comarca de Tierra de Mérida - Vegas Bajas y al Partido judicial de Mérida. Este municipio se enclava a tan sólo 11 km de Mérida, 75 km de Badajoz y 70 km de Cáceres

## Enclave
Parte de su término municipal se encuentra dentro del Parque Natural de Cornalvo Desde el pueblo salen los caminos y senderos que te guían recorriendo sus campos de cultivos hasta llegar a Sierra Bermeja, acompañar al arroyo de la muela para acabar desembocando en el embalse de Cornalvo. Agua confinada gracias a la construcción de una Presa Romana digna de visitar. 
Si vamos hacia el este del municipio tenemos otro enclave digno de visita, que tras cruzar tierras de cultivo y dehesa podemos descubrir, la charca y Presa de Proserpina también de construcción Románica.

## Historia
Su fundación fue realizada, según unas versiones, en el siglo XIII por gentes oriundas de Miranda de Ebro; y según otras, en el siglo XIV, por pobladores portugueses llegados de Miranda de Duero.
Esta aldea formaba parte de la Encomienda de Mérida, también llamada Casas Buenas de Mérida, perteneciente a la provincia de León de la Orden de Santiago.
A la caída del Antiguo Régimen la localidad se constituye en municipio constitucional en la región de Extremadura. Desde 1834 quedó integrado en el Partido judicial de Mérida. En el censo de 1842 contaba con 140 hogares y 510 vecinos.

## Demografía
Mirandilla cuenta con una población de 1246 habitantes (INE 2024).
| Gráfica de evolución demográfica de Mirandilla entre 1842 y 2021                                                      |
| |
| Población de derecho según los censos de población del INE. Población de hecho según los censos de población del INE. |

## Economía
Sector primario como principal.
Agricultura: cultivos cereales de secano que se entremezclan con hermosos olivares.
Ganadería: ovino, bovino, porcino y equino que aprovechan sus terrenos adehesados. Existencia de granjas de porcino intensiva.
Forestal: aprovechamiento de montes y sus recursos.
Caza y actividades cinegéticas: Caza menor y mayor.
Gran parte de su población trabaja en diferentes sectores en la ciudad de Mérida desde empresas privadas, públicas como en el sector servicios.

## Fiestas
Cabalgata de Reyes: cabalgata en la que sus majestades los reyes se pasean por las calles del pueblo guiadas por majestuosos tractores.
Carnaval: muy arraigado como cualquier municipio de Extremadura, en el que podemos ver alguna chirigota graciosa y algún traje muy peculiar.
Semana Santa: el pueblo se echa a la calle con su mayor recogimiento y devoción que termina con la festividad de la resurrección con un majestuoso día de campo entre familia y amigos.
Romería de San Isidro: 15 de Mayo. Probablemente su fiesta más divertida. Todo el pueblo se traslada al entorno de la ermita de San Isidro para celebrar con sus vecinos y el santo Patrón su festividad. Misa en su honor y verbena durante la tarde y la noche dan buen crédito de ello.
Santa María Magdalena: 22 de Julio. Fiesta mayor en honor a su patrona. Verbena, discoteca móvil y procesión para celebrar las fiestas entre los vecinos.
San Roque: 16 de agosto. Fiesta en honor a su patrón unida a Santa María de Agosto que provocan un par de días llenos de vitalidad y alegría en el pueblo.

## Patrimonio
Iglesia parroquial católica de Santa María Magdalena, en la archidiócesis de Mérida-Badajoz.
Ermita de San Roque
Ermita de San Isidro 
Casa del Marqués de la Encomienda